# Metassamia bituberculata
Metassamia bituberculata – gatunek kosarza z podrzędu Laniatores i rodziny Assamiidae.

## Występowanie
Gatunek wykazany z indyjskiego dystryktu Dardżyling.